# El alquimista impaciente
Pour plus de détails, voir Fiche technique et Distribution.
El alquimista impaciente est un film espagnol réalisé par Patricia Ferreira, sorti en 2002.

## Synopsis
Chamorro et Vila enquête sur deux meurtres apparemment sans lien.

## Fiche technique
- Titre : El alquimista impaciente
- Réalisation : Patricia Ferreira
- Scénario : Patricia Ferreira et Enrique Jiménez d'après le roman de Lorenzo Silva
- Musique : Javier Navarrete et José Nieto
- Photographie : Marcelo Camorino
- Montage : Carmen Frías
- Production : Pablo Bossi, Eduardo Campoy, Pancho Casal et Sandra Hermida
- Société de production : Continental Producciones, Creativos Asociados de Radio y Televisión, JEMPSA, Patagonik Film Group, SB Producciones, Televisión Española, Televisión de Galicia, Tornasol Films et Vía Digital
- Pays :  Espagne et  Argentine
- Genre : Policier, thriller
- Durée : 111 minutes
- Dates de sortie : 
  -  Espagne : 17 mai 2002

## Distribution
- Íngrid Rubio : Virginia Chamorro
- Roberto Enríquez : Rubén « Vila » Bevilacqua
- Chete Lera : Dávila
- Adriana Ozores : Blanca Diez
- Miguel Ángel Solá : Zaldívar
- Jordi Dauder : Ochaita
- Mariana Santangelo Goldman : Patricia Zaldívar
- Nacho Vidal : Vasili
- Josep Linuesa : Egea
- Miguel Zúñiga : Marchena
- Juan Fernández : Eutimo
- Antonio Mourelos : le commandant Pereira
- Rafa Castejón : Juez
- Fidel Almansa : le secrétaire Juzgado
- Víctor Clavijo : Ruiz
- Iván Hermés : Manuel Pita
- Sergi Calleja : Valenzuela
- Joaquín Notario : Velasco
- Carlos Blanco : Sobredo
- María Bouzas : la femme de Marchena
- Araceli Vara : Irina
- Valeria Arribas : Salgado
- Víctor Mosqueira : Palomo

## Distinctions
Le film a été nommé pour deux prix Goya.